# 少刺梅洛仙人掌
少刺梅洛仙人掌（学名：Melocactus paucispinus），又名疏刺花座球，是巴西特有的一種仙人掌。它們生長在乾旱的大草原，但受到環境破壞的威脅。